# Alex Landenburg
Alexander „Alex“ Landenburg (* 30. října 1979, Ottweiler, Sársko, Německo) je německý bubeník, který v současné době aktivně působí v hudební skupině Luca Turilli's Rhapsody, se kterou vystupuje od roku 2012. Zároveň je také aktivním členem skupiny Mekong Delta. Dříve působil v kapelách jako jsou Axxis nebo Annihilator. Svoje první hudební zkušenosti nabral v roce 1993, když se připojil ke skupině Angels Cry, se kterou vydal demo album.